# One by One (Ensi)
One by One è il terzo EP del rapper italiano Ensi, pubblicato il 10 ottobre 2015.

## Descrizione
One by One contiene al suo interno cinque brani inediti del rapper torinese prodotto da Mondo Marcio, Big Joe, DJ 2P, Mastermaind e Paolito, conosciuto anche come LitoTheKid. L'unico featuring presente all'interno del disco è quello con E-Green nella terza traccia Corona & Barbecue. Il disco è stato interamente registrato, mixato e masterizzato da Low Kidd al Machete Studios di Milano.
L'EP esce poche settimane dopo l'annuncio ufficiale sulla pagina Facebook del rapper e viene pubblicato successivamente per il download gratuito il 10 ottobre 2015.

## Tracce
1. One by One (prod. Big Joe) – 2:42
2. Cantona (prod. Mondo Marcio) – 3:20
3. Corona & Barbecue (feat. E-Green) (prod. LitoTheKid) – 3:57
4. Non rifarlo a casa (prod. Mastermaind) – 3:07
5. 21 piani (prod. DJ 2P) – 3:08